# Irizar PB

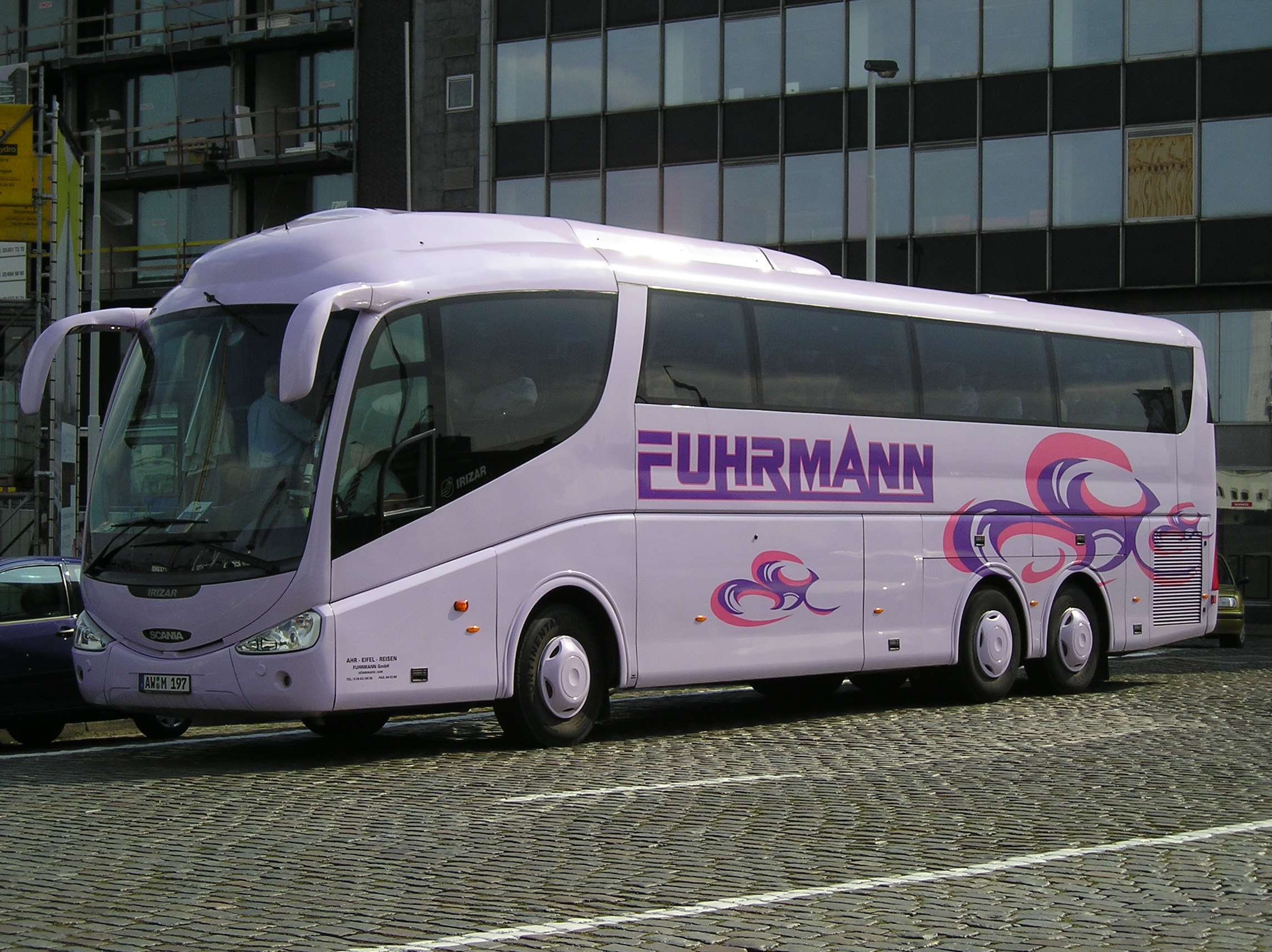
Irizar PB

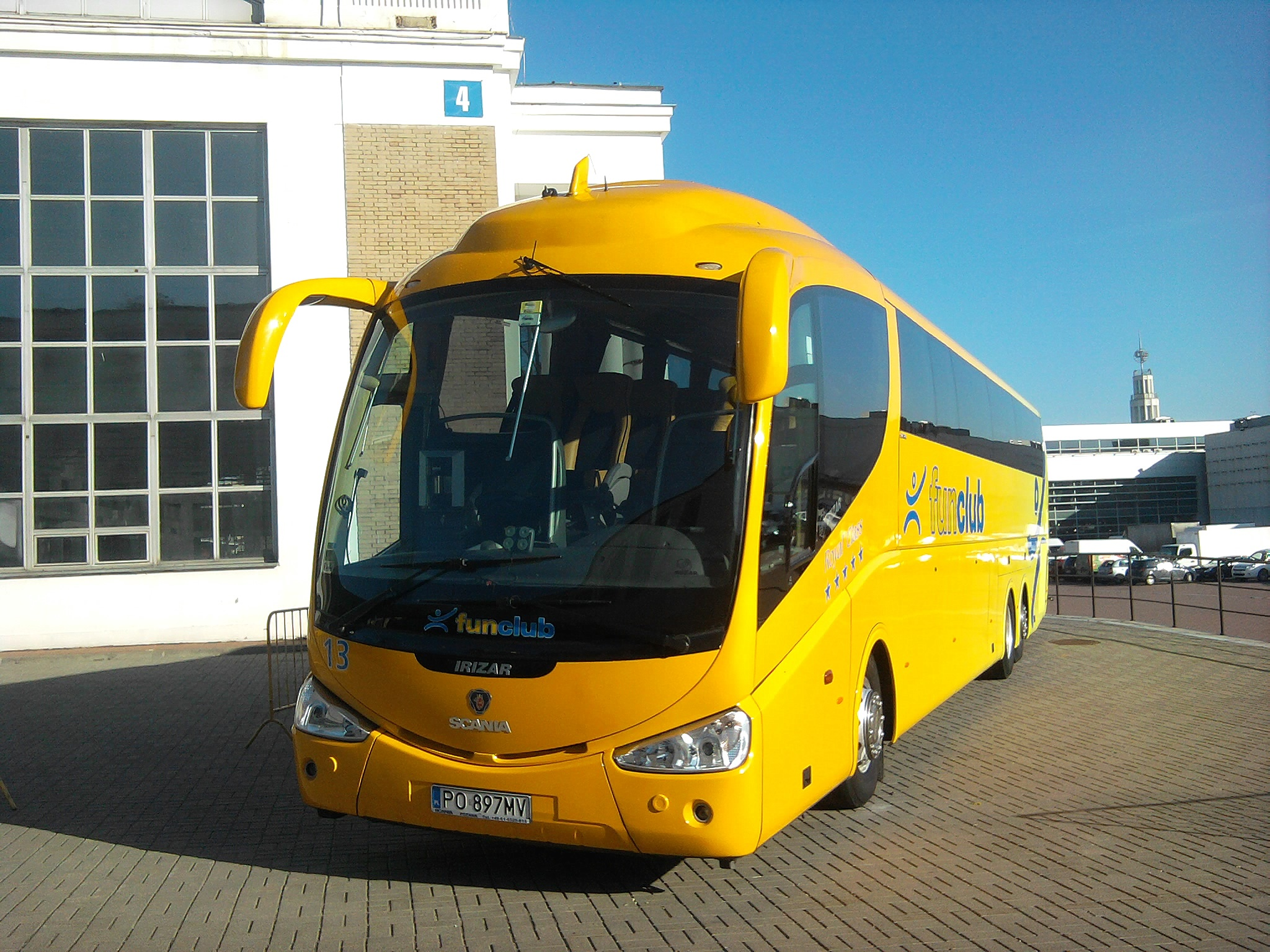
斯堪尼亞 Irizar PB 6x2 上 波茲南國際博覽會

Irizar PB 為西班牙 Irizar 所製的客車車身，由英國 Arup Design Research 設計，車身設計風格有別於過往 Irizar 作品。2001年，此車身安裝在Scania厎盤上並參加比賽，獲選為 European Coach of the Year 2004 。

## 影響
PB 不只令買家垂青，亦吸引其他車身廠仿製。

### 亞洲
此車身並無亞洲用家，卻有不少亞洲的車身廠以 PB 為設計意念來源，甚至馬來西亞車身廠 MTrans 所製之 MM10 與 PB 近乎一樣。     
台灣則有圓昇車體用MAN底盤仿製PB